# Főherceg

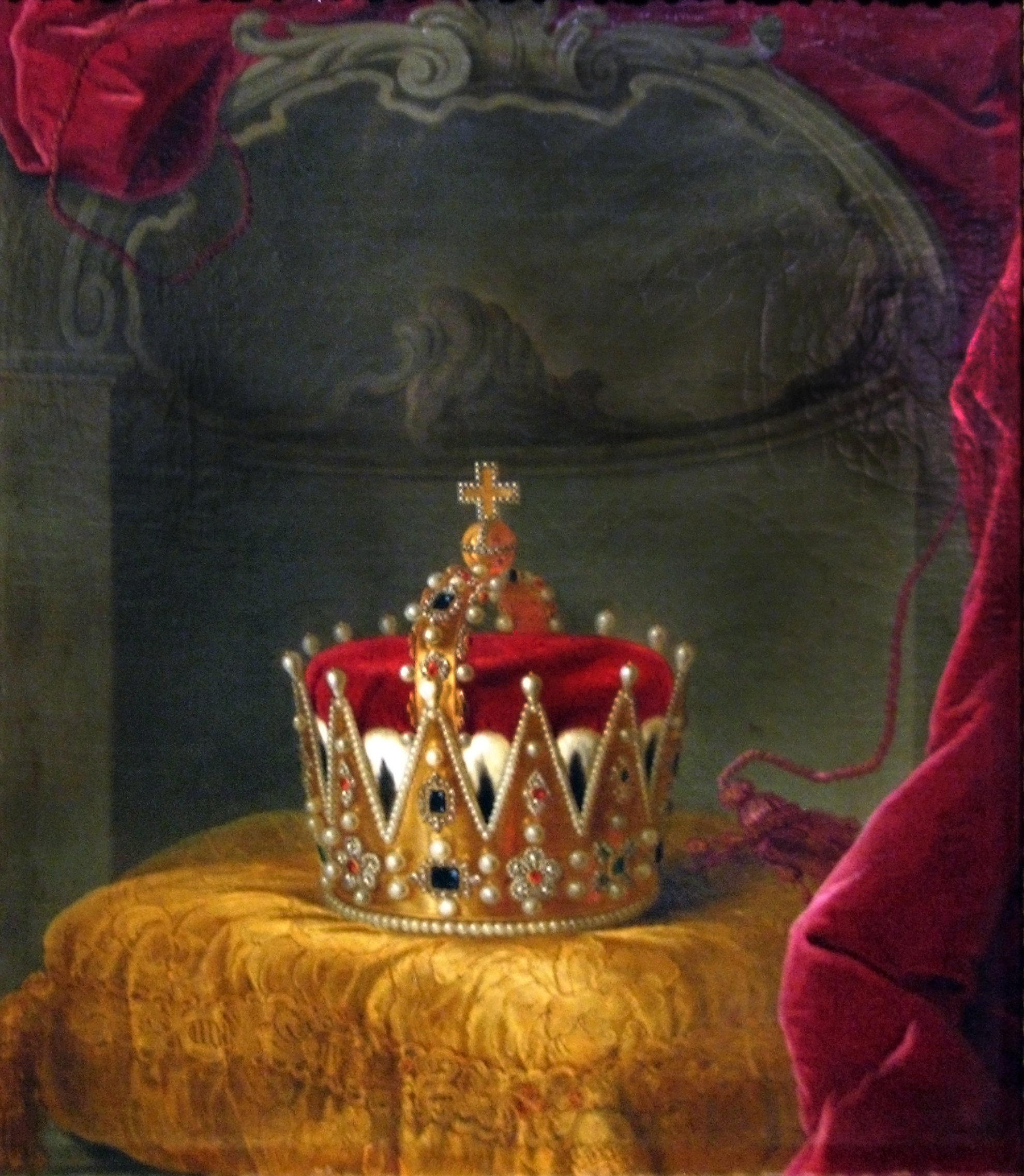
Az osztrák főhercegi korona

A főherceg (női nevén: főhercegnő; németül: Erzherzog, nőnemű alakban: Erzherzogin) címet 1358-tól viselték az Osztrák Főhercegség Habsburg-uralkodói, majd később a dinasztia összes vezető tagja. 
Az egykori Német-római Birodalomban (962–1806) olyan rangot jelöl, amely alacsonyabb volt a császári rangnál, és nagyjából egyenlő volt a királlyal, az érsekkel és a nagyhercegekkel, de magasabb a fejedelem, választófejedelem és a herceg rangjánál.
A főherceg vagy főhercegnő által uralt területet főhercegségnek nevezték. Az összes megmaradt főhercegség 1918-ban megszűnt. A Habsburg-ház jelenlegi vezetője Habsburg Károly.

## Története
1453-ban III. Frigyes német-római császár adományozta a Habsburgoknak a Német-római Birodalmon belül a főherceg címet (Erzherzog zu Österreich), melyet a Habsburg ház megtartott német-római királlyá választása, 1463 után is. Az osztrák főhercegség csak Alsó- és Felső-Ausztriából állt 1804-ig, amikor része lett az Osztrák Császárság (Kaisertum Österreich) néven egyesülő Habsburg tartományoknak. A Habsburg ház fejének a monarchikus császári cím melletti számos titulusa -közte a Magyarország királya- között az Ausztria főhercege is mindig szerepelt. A főherceg cím illette meg születésétől a császári család minden tagját is. Az osztrák főhercegek egyben a magyar királyi hercegi címet is viselhették.
Az első főherceg VI. Albert volt 1458-1463 között. Majd II. Frigyes főherceg az unokatestvérének, Zsigmondnak adományozta a címet 1477-ben. III. Frigyes önmagára csak az Ausztria hercege megnevezést alkalmazta.
Bár a spanyol örökösödési háborúban (1701-1714) a Habsburgok ugyan elvesztették a spanyol trónt, az azóta is uralkodó francia Bourbon-ház ellen, a spanyol királyok, így a volt uralkodó I. János Károly is viseli az Ausztria főhercege (Archiduque de Austria) címet is.
A szuverén (uralkodó) főherceggel szemben a „nem uralkodó főherceg” címe nem jelentett uralkodói hatalmat, inkább csak megtisztelő címmé vált. A 16. századtól a Habsburg-család osztrák ágának női tagjai is használhatták a főhercegnő (Erzherzogin vagy Erzherzögin) megnevezést, pl.: Marie Antoinette, Franciaország királynéja születése jogán egyben Mária Antónia, Ausztria főhercegnője is volt.
A német-római birodalom korábbi területén, és Magyarországon 1707-től főhercegnek számított a hercegprímás is 1952-ig, amikor XII. Piusz megtiltotta a főpapoknak a világi címek és rangok használatát.